# CENPN
CENPN (англ. Centromere protein N) – білок, який кодується однойменним геном, розташованим у людей на короткому плечі 16-ї хромосоми. Довжина поліпептидного ланцюга білка становить 339 амінокислот, а молекулярна маса — 39 555.
| 10         |  | 20         |  | 30         |  | 40         |  | 50         |
| ---------- |  | ---------- |  | ---------- |  | ---------- |  | ---------- |
| MDETVAEFIK |  | RTILKIPMNE |  | LTTILKAWDF |  | LSENQLQTVN |  | FRQRKESVVQ |
| HLIHLCEEKR |  | ASISDAALLD |  | IIYMQFHQHQ |  | KVWEVFQMSK |  | GPGEDVDLFD |
| MKQFKNSFKK |  | ILQRALKNVT |  | VSFRETEENA |  | VWIRIAWGTQ |  | YTKPNQYKPT |
| YVVYYSQTPY |  | AFTSSSMLRR |  | NTPLLGQALT |  | IASKHHQIVK |  | MDLRSRYLDS |
| LKAIVFKQYN |  | QTFETHNSTT |  | PLQERSLGLD |  | INMDSRIIHE |  | NIVEKERVQR |
| ITQETFGDYP |  | QPQLEFAQYK |  | LETKFKSGLN |  | GSILAEREEP |  | LRCLIKFSSP |
| HLLEALKSLA |  | PAGIADAPLS |  | PLLTCIPNKR |  | MNYFKIRDK  |  |            |

A: Аланін

C: Цистеїн

D: Аспарагінова кислота

E: Глутамінова кислота

F: Фенілаланін

G: Гліцин

H: Гістидин

I: Ізолейцин

K: Лізин

L: Лейцин

M: Метіонін

N: Аспарагін

P: Пролін

Q: Глутамін

R: Аргінін

S: Серин

T: Треонін

V: Валін

W: Триптофан

Кодований геном білок за функцією належить до фосфопротеїнів. 
Задіяний у такому біологічному процесі, як альтернативний сплайсинг. 
Локалізований у ядрі, хромосомах, центромерах, кінетохорі.